# Antonio Bacci
Antonio Bacci (Giugnola, 4 settembre 1885 – Città del Vaticano, 20 gennaio 1971) è stato un cardinale, arcivescovo cattolico e latinista italiano; come latinista, fu al servizio della Segreteria di Stato della Santa Sede sotto quattro pontefici: Pio XI, Pio XII, Giovanni XXIII e Paolo VI.

## Biografia
Nacque a Giugnola, un piccolo centro dell'Appennino tosco-romagnolo (diviso tra i comuni di Castel del Rio e Firenzuola), il 4 settembre 1885.
Nel 1909, a 24 anni, dopo aver ottenuto la pontificia licenza in sacra teologia al seminario di Firenze, fu ordinato sacerdote.
Dimostrò un'eccellente preparazione negli studi classici, grazie all'assoluta padronanza della lingua latina. Per questo fu nominato professore, e poi superiore, del seminario di Firenzuola dall'allora cardinale arcivescovo di Firenze, Alfonso Maria Mistrangelo.
Nel 1921 il Bacci giunse a Roma, inviato dallo stesso cardinale, presso la Segreteria di Stato della Santa Sede, che cercava un esperto latinista. Bacci trascorse a Roma tutto il resto della sua vita, ricoprendo vari incarichi al servizio di quattro pontefici: Pio XI, Pio XII, Giovanni XXIII e Paolo VI.
Nel concistoro del 28 marzo 1960 papa Giovanni XXIII lo elevò al rango di cardinale e il 31 marzo dello stesso anno ricevette la diaconia di Sant'Eugenio.
Il 5 aprile 1962 fu nominato arcivescovo titolare di Colonia di Cappadocia e fu consacrato vescovo il 19 aprile dello stesso anno da papa Giovanni XXIII, co-consacranti i cardinali Giuseppe Pizzardo e Benedetto Aloisi Masella.
Partecipò al Concilio Vaticano II, sostenendo le posizioni dell'ala conservatrice (Coetus Internationalis Patrum). Il 24 ottobre 1962, nel corso della prima sessione, difese il latino come lingua liturgica. Nella stessa sessione sostenne lo schema preparatorio sulle fonti della Rivelazione, che riproponeva la dottrina tradizionale della Chiesa. Nella seconda sessione si espresse contro l'introduzione del diaconato permanente. Nella quarta sessione si batté affinché nei documenti conciliari fosse inserita una condanna esplicita del comunismo.
Nel 1963 partecipò al conclave che elesse papa Paolo VI.
Nel settembre del 1969 scrisse, insieme al cardinal Alfredo Ottaviani, una lettera - più nota come "intervento Ottaviani" - a papa Paolo VI, nella quale i due cardinali esprimevano forti dubbi, di natura fondamentalmente teologico-dottrinale, sulla riforma liturgica e, in specie, al nuovo messale romano o Novus Ordo Missae, allora in procinto di entrare in vigore.
Noto come cultor et amator della lingua latina, il cardinale Bacci è stato autore, fra l'altro, del noto Lexicon vocabulorum quae difficilius latine redduntur («Vocabolario italiano-latino delle parole moderne», Roma, Studium, 1963) un vocabolario latino in cui erano presenti anche numerosi termini moderni necessari per trattare nella lingua di Cicerone gli argomenti relativi alla scienza e alla tecnica del XX secolo.
Morì il 20 gennaio 1971 all'età di 85 anni. Le spoglie del cardinale riposano nel piccolo cimitero di Piancaldoli, frazione di Firenzuola, a pochi chilometri dal suo paese natale.

## Genealogia episcopale
La genealogia episcopale è:
- Cardinale Scipione Rebiba
- Cardinale Giulio Antonio Santori
- Cardinale Girolamo Bernerio, O.P.
- Arcivescovo Galeazzo Sanvitale
- Cardinale Ludovico Ludovisi
- Cardinale Luigi Caetani
- Cardinale Ulderico Carpegna
- Cardinale Paluzzo Paluzzi Altieri degli Albertoni
- Papa Benedetto XIII
- Papa Benedetto XIV
- Papa Clemente XIII
- Cardinale Bernardino Giraud
- Cardinale Alessandro Mattei
- Cardinale Pietro Francesco Galleffi
- Cardinale Filippo de Angelis
- Cardinale Amilcare Malagola
- Cardinale Giovanni Tacci Porcelli
- Papa Giovanni XXIII
- Cardinale Antonio Bacci